# Frédéric Blanchy
Gaston Frédéric Blanchy (Bordeus, 1 de juliol de 1868 - Bordeus, 1 d'octubre de 1944) va ser un regatista francès, que va competir a cavall del segle xix i el segle xx. El 1900 va prendre part en els Jocs Olímpics de París on participà en diferents proves del programa de vela. Guanyà dues medalles d'or en les dues curses de la categoria de 2 a 3 tones, formant equip amb William Exshaw i Jacques Le Lavasseur. La cursa de la classe oberta no la pogué finalitzar.